# Спасское (Большеигнатовский район)
Спа́сское — село в Большеигнатовском районе Мордовии. Входит в состав Старочамзинского сельского поселения.

## География
Расположено на р. Кише, в 16 км от районного центра и 70 км от железнодорожной станции Оброчное.

## История
Название религиозного характера: в честь Христа Спасителя. Упоминается в актовом документе 1685 г. В «Списке населённых мест Симбирской губернии» (1863) Спасское — село удельное из 86 дворов Курмышского уезда; имелась церковь. В 1930 году в Спасском был организован колхоз им. Свердлова, с 1997 г. — СХПК. В современном селе — средняя школа, библиотека, Дом культуры, медпункт, отделение связи.
В селе Спасском, вероятно, родился Кочетков, Василий Николаевич (1785—1892) — русский военный, проживший 107 лет и участвовавший в 10 войнах, солдат трёх императоров.

## Население
| 2002 | 2010 |
| ---- | ---- |
| 280  | ↘233 |

Национальный состав
Согласно результатам Всероссийской переписи населения 2002 года, в национальной структуре населения русские составляли 76 %.

## Источник
- Энциклопедия Мордовия, Р. Н. Бузакова.